# Luisa di Prussia (1808-1870)
Luisa di Prussia, (in tedesco Luise Auguste Wilhelmine Amalie Prinzessin von Preußen) (Berlino, 1º febbraio 1808 – Wassenaar, 6 dicembre 1870), nata principessa di Prussia, divenne principessa del Paesi Bassi per matrimonio.

## Biografia

### Infanzia

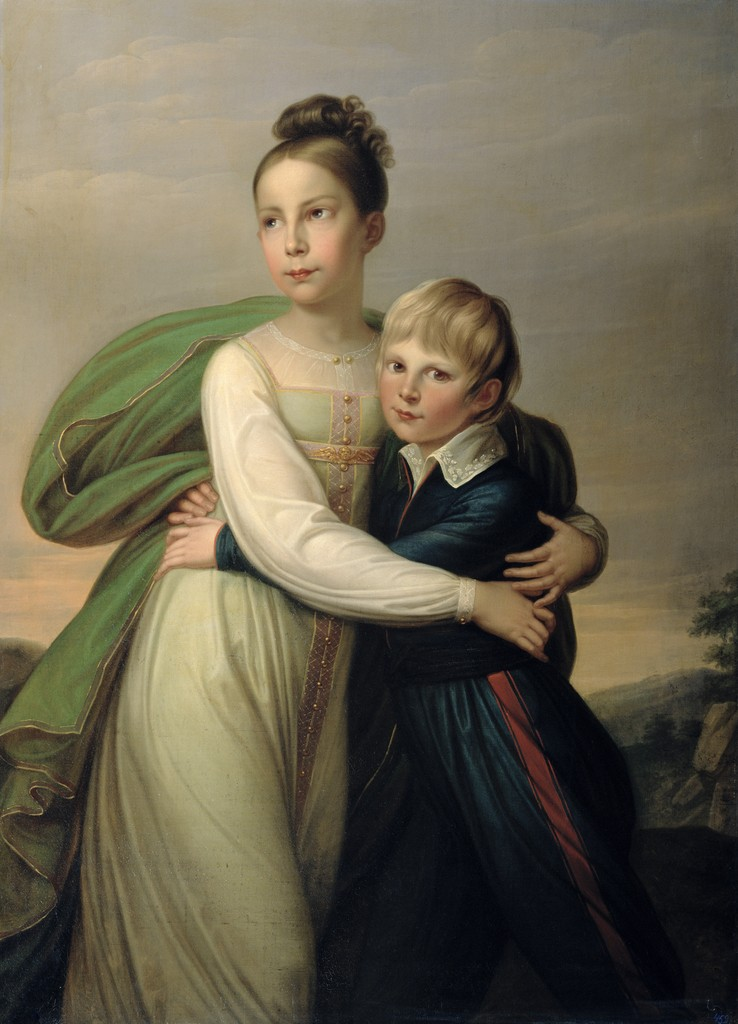
Luisa, ritratta in tenera età con il fratello Alberto

Suo padre era Federico Guglielmo III, figlio del re Federico Guglielmo II e della regina Federica di Assia-Darmstadt; sua madre era la principessa Luisa di Meclemburgo-Strelitz, figlia del granduca Carlo II di Meclemburgo-Strelitz e della consorte Federica Carolina Luisa d'Assia-Darmstadt.

### Matrimonio

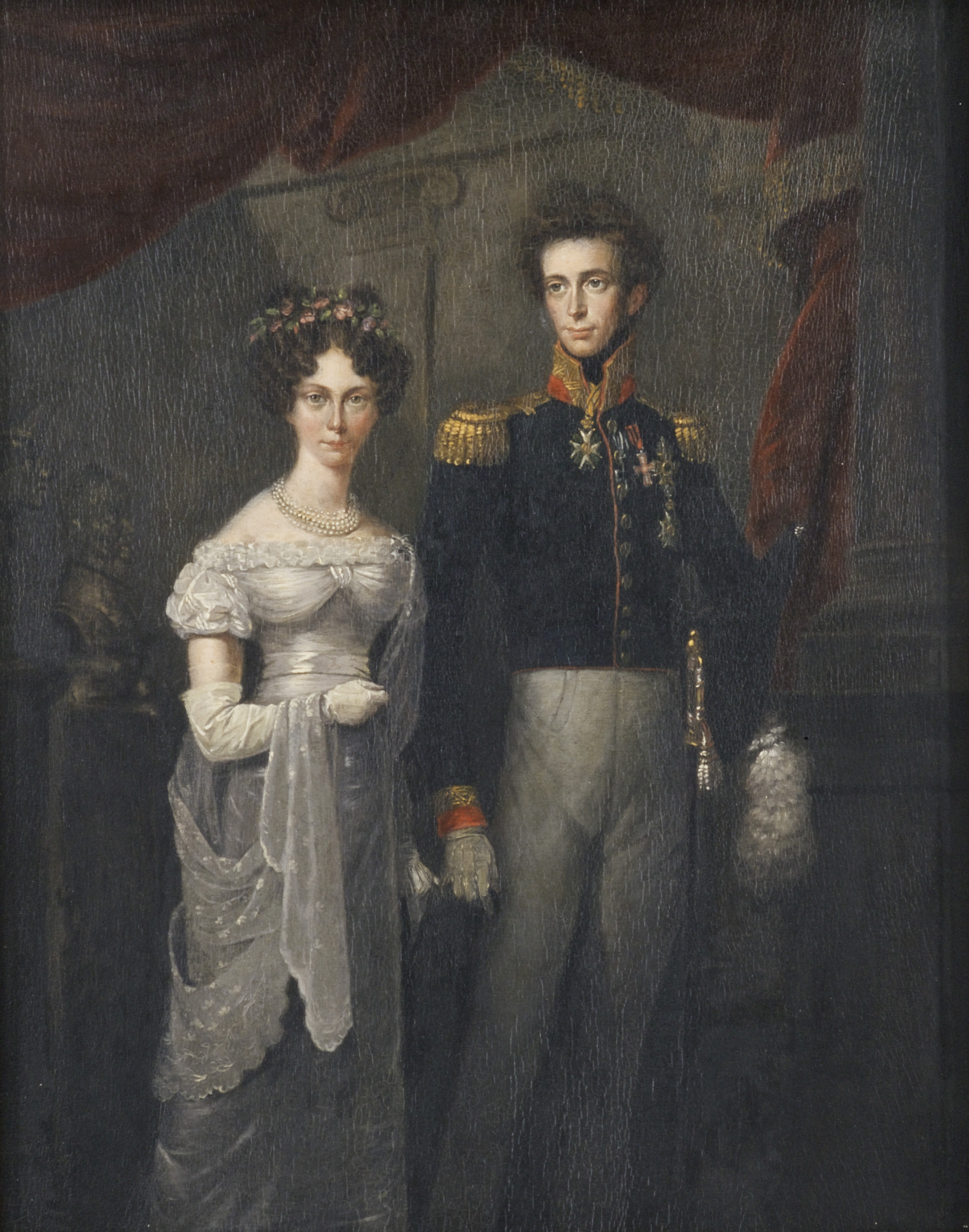
Luisa e Federico d'Orange-Nassau

Luisa e Federico d'Orange-Nassau, figlio secondogenito del re Guglielmo I dei Paesi Bassi e della regina Guglielmina, nata principessa di Prussia, si conoscevano fin dall'infanzia a causa delle frequenti visite di Federico a Berlino. Si fidanzarono nel 1823 e si sposarono il 21 maggio 1825 a Berlino. Il matrimonio fu condotto secondo le politiche legittimiste del tempo.
Luisa e Federico vissero prima a L'Aia e, dal 1838 in poi, a Wassenaar. Luisa non ebbe un ruolo pubblico dominante, ma condivise la reputazione immacolata di suo marito agli occhi dell'opinione pubblica. Venne descritta come una persona con una forte vicinanza alla sua famiglia allargata, con la quale tenne corrispondenza; spesso visitò i suoi parenti e alla fine anche le sue figlie all'estero, quando lasciarono i Paesi Bassi dopo i loro matrimoni. La sua corrispondenza con le sue figlie e parenti è considerata una preziosa fonte della vita di corte contemporanea nei Paesi Bassi, Svezia e Russia. Sebbene non ci siano informazioni sul fatto che lei abbia cercato di partecipare alla politica o no, era fortemente filo-prussiana e le sue opinioni causarono un conflitto tra lei e la regina Sofia durante la guerra franco-prussiana del 1870.

### Ultimi anni e morte

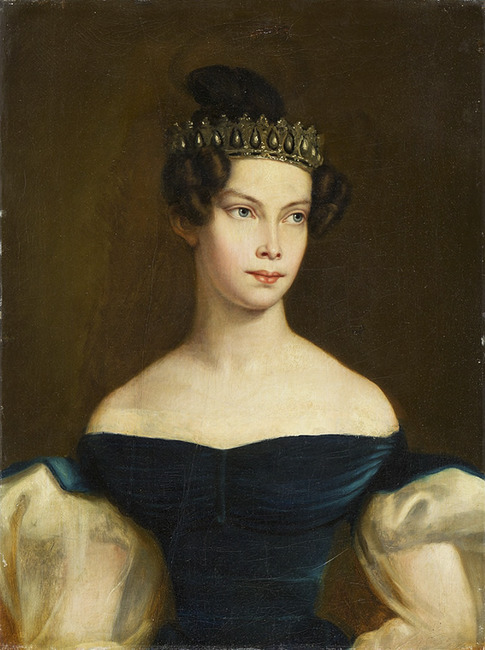
La principessa Luisa di Prussia ritratta da Jan Baptist van der Hulst nel 1836

Luisa e suo marito contribuirono entrambi con le loro idee alla costruzione dei loro appartamenti a Passow in collaborazione con gli architetti Eduard Petzold e Jan David Zocher. Nel 1869 fondò una fondazione di beneficenza per gli orfani, la Luisestiftelsen ("Fondazione Luisa").
Luisa morì il 6 dicembre 1870 a Wassenaar, nell'Olanda Meridionale.

## Discendenza
Luisa e Federico d'Orange-Nassau ebbero quattro figli:
- Guglielmina Federica Alessandra Anna Luisa (1828-1871), sposò il re Carlo XV di Svezia;
- Guglielmo Federico Nicola Carlo (1833-1834);
- Guglielmo Federico Nicola Alberto (1836-1846);
- Guglielmina Federica Alessandra Anna Luisa Maria (1841-1910), sposò Guglielmo di Wied.

## Ascendenza
|                                           |                                                 |                                                        | Genitori                                                              |  |  | Nonni |  |  | Bisnonni                     |  |  | Trisnonni                       |  |
|                                           |                                                 |                                                        |                                                                       |  |  |       |  |  | Augusto Guglielmo di Prussia |  |  | Federico Guglielmo I di Prussia |  |
|                                           |                                                 |                                                        |                                                                       |  |  |       |  |  | Augusto Guglielmo di Prussia |  |  | Federico Guglielmo I di Prussia |  |
|                                           |                                                 | Sofia Dorotea di Hannover                              |                                                                       |  |  |       |  |  | Augusto Guglielmo di Prussia |  |  |                                 |  |
| Federico Guglielmo II di Prussia          |                                                 |                                                        |                                                                       |  |  |       |  |  | Augusto Guglielmo di Prussia |  |  |                                 |  |
|                                           |                                                 | Luisa Amalia di Brunswick-Lüneburg                     | Ferdinando Alberto II di Brunswick-Lüneburg                           |  |  |       |  |  |                              |  |  |                                 |  |
|                                           |                                                 | Luisa Amalia di Brunswick-Lüneburg                     | Ferdinando Alberto II di Brunswick-Lüneburg                           |  |  |       |  |  |                              |  |  |                                 |  |
|                                           |                                                 | Luisa Amalia di Brunswick-Lüneburg                     | Antonietta Amalia di Brunswick-Wolfenbüttel                           |  |  |       |  |  |                              |  |  |                                 |  |
| Federico Guglielmo III di Prussia         |                                                 | Luisa Amalia di Brunswick-Lüneburg                     |                                                                       |  |  |       |  |  |                              |  |  |                                 |  |
|                                           |                                                 | Luigi IX d'Assia-Darmstadt                             | Luigi VIII d'Assia-Darmstadt                                          |  |  |       |  |  |                              |  |  |                                 |  |
|                                           |                                                 | Luigi IX d'Assia-Darmstadt                             | Luigi VIII d'Assia-Darmstadt                                          |  |  |       |  |  |                              |  |  |                                 |  |
|                                           |                                                 | Luigi IX d'Assia-Darmstadt                             | Carlotta di Hanau-Lichtenberg                                         |  |  |       |  |  |                              |  |  |                                 |  |
| Federica Luisa d'Assia-Darmstadt          |                                                 | Luigi IX d'Assia-Darmstadt                             |                                                                       |  |  |       |  |  |                              |  |  |                                 |  |
|                                           |                                                 | Carolina del Palatinato-Zweibrücken-Birkenfeld         | Cristiano III del Palatinato-Zweibrücken                              |  |  |       |  |  |                              |  |  |                                 |  |
|                                           |                                                 | Carolina del Palatinato-Zweibrücken-Birkenfeld         | Cristiano III del Palatinato-Zweibrücken                              |  |  |       |  |  |                              |  |  |                                 |  |
|                                           |                                                 | Carolina del Palatinato-Zweibrücken-Birkenfeld         | Carolina di Nassau-Saarbrücken                                        |  |  |       |  |  |                              |  |  |                                 |  |
| Luisa di Prussia                          |                                                 | Carolina del Palatinato-Zweibrücken-Birkenfeld         |                                                                       |  |  |       |  |  |                              |  |  |                                 |  |
|                                           | Carlo Ludovico Federico di Meclemburgo-Strelitz | Adolfo Federico II di Meclemburgo-Strelitz             |                                                                       |  |  |       |  |  |                              |  |  |                                 |  |
|                                           | Carlo Ludovico Federico di Meclemburgo-Strelitz | Adolfo Federico II di Meclemburgo-Strelitz             |                                                                       |  |  |       |  |  |                              |  |  |                                 |  |
|                                           | Carlo Ludovico Federico di Meclemburgo-Strelitz | Cristiana Emilia di Schwarzburg-Sonderhausen           |                                                                       |  |  |       |  |  |                              |  |  |                                 |  |
| Carlo II di Meclemburgo-Strelitz          | Carlo Ludovico Federico di Meclemburgo-Strelitz |                                                        |                                                                       |  |  |       |  |  |                              |  |  |                                 |  |
|                                           |                                                 | Elisabetta Albertina di Sassonia-Hildburghausen        | Ernesto Federico I di Sassonia-Hildburghausen                         |  |  |       |  |  |                              |  |  |                                 |  |
|                                           |                                                 | Elisabetta Albertina di Sassonia-Hildburghausen        | Ernesto Federico I di Sassonia-Hildburghausen                         |  |  |       |  |  |                              |  |  |                                 |  |
|                                           |                                                 | Elisabetta Albertina di Sassonia-Hildburghausen        | Sofia Albertina di Erbach-Erbach                                      |  |  |       |  |  |                              |  |  |                                 |  |
| Luisa di Meclemburgo-Strelitz             |                                                 | Elisabetta Albertina di Sassonia-Hildburghausen        |                                                                       |  |  |       |  |  |                              |  |  |                                 |  |
|                                           |                                                 | Giorgio Guglielmo d'Assia-Darmstadt                    | Luigi VIII d'Assia-Darmstadt                                          |  |  |       |  |  |                              |  |  |                                 |  |
|                                           |                                                 | Giorgio Guglielmo d'Assia-Darmstadt                    | Luigi VIII d'Assia-Darmstadt                                          |  |  |       |  |  |                              |  |  |                                 |  |
|                                           |                                                 | Giorgio Guglielmo d'Assia-Darmstadt                    | Carlotta di Hanau-Lichtenberg                                         |  |  |       |  |  |                              |  |  |                                 |  |
| Federica Carolina Luisa d'Assia-Darmstadt |                                                 | Giorgio Guglielmo d'Assia-Darmstadt                    |                                                                       |  |  |       |  |  |                              |  |  |                                 |  |
|                                           |                                                 | Maria Luisa Albertina di Leiningen-Dagsburg-Falkenburg | Cristiano Carlo Reinardo di Leiningen-Dachsburg-Falkenburg-Heidesheim |  |  |       |  |  |                              |  |  |                                 |  |
|                                           |                                                 | Maria Luisa Albertina di Leiningen-Dagsburg-Falkenburg | Cristiano Carlo Reinardo di Leiningen-Dachsburg-Falkenburg-Heidesheim |  |  |       |  |  |                              |  |  |                                 |  |
|                                           |                                                 | Maria Luisa Albertina di Leiningen-Dagsburg-Falkenburg | Caterina Polissena di Solms-Rödelheim-Assenheim                       |  |  |       |  |  |                              |  |  |                                 |  |
|                                           |                                                 | Maria Luisa Albertina di Leiningen-Dagsburg-Falkenburg |                                                                       |  |  |       |  |  |                              |  |  |                                 |  |